# 兴龙镇
兴龙镇是中国重庆市丰都县下辖的一个镇。

## 行政区划
兴龙镇辖7个行政村。
- 村：黎明村、先锋村、铺子村、十字口村、春花山村、大岩树村